# کسوهیدگ‌کوت
کِسوهیدِگ‌کوت (به مجاری:  Keszőhidegkút) یک شهرداری در مجارستان است که در ناحیه تاماشی واقع شده‌است. کِسوهیدِگ‌کوت ۱۰٫۳ کیلومتر مربع مساحت و ۲۰۴ نفر جمعیت دارد.